# Andy Beshear

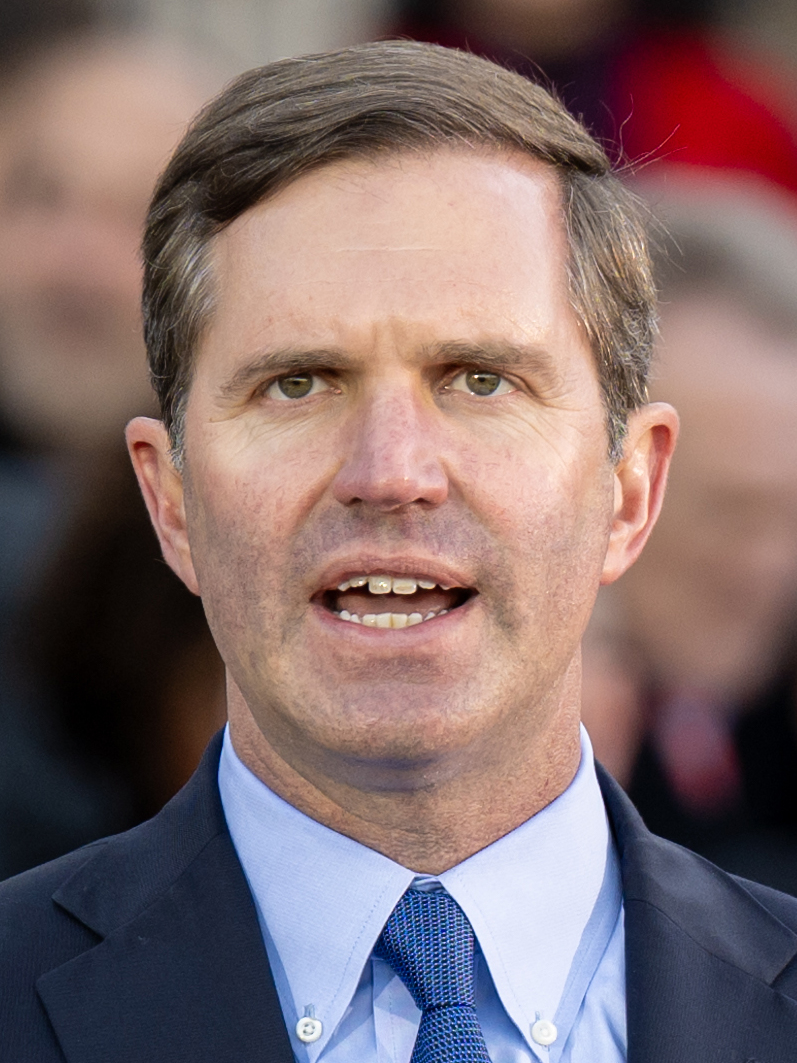
Andrew Beshear (2024)

Andrew Graham Beshear (geboren am 29. November 1977 in Louisville, Kentucky) ist ein US-amerikanischer Politiker der Demokratischen Partei. Im Jahr 2019 wurde er zum Gouverneur des US-Bundesstaates Kentucky gewählt und 2023 wiedergewählt.

## Familie, Ausbildung und Beruf
Er ist der Sohn von Steve Beshear, der von 2007 bis 2015 Gouverneur Kentuckys war, und seiner Frau Jane geb. Klinger. Bei der Geburt des Sohnes war der damalige Staatsabgeordnete gerade zum Attorney General Kentuckys gewählt worden. Mit seinem Bruder wuchs Andy Beshear in Lexington auf und besuchte die dortige Henry Clay High School.
Er begann sein Studium an der privaten Vanderbilt University in Nashville, Tennessee, an der er im Jahr 2000 den Bachelorgrad in Politikwissenschaft und Anthropologie erhielt. Anschließend studierte er Jura an der Law School der University of Virginia, die er 2003 mit dem Juris Doctor abschloss.
Beshear wurde 2003 im Western District von Kentucky als Rechtsanwalt zugelassen, 2004 im District of Columbia. Er gehört der Anwaltskammer von Louisville und der American Bar Association an. Von 2003 an arbeitete Beshear zwei Jahre für die Kanzlei White & Case in Washington, D.C. und dann zehn Jahre lang für das Büro der Großkanzlei Stites & Harbison in Louisville, für die bereits sein Vater gearbeitet hatte. Beshears Tätigkeitsfeld umfasste Verwaltungsrecht, Kartell- und Umweltrecht. Er vertrat als Wirtschaftsanwalt eine Reihe von Unternehmen, wurde aber zugleich 2013 von der Online-Zeitschrift Lawyer Monthly als US-Verbraucheranwalt des Jahres ausgezeichnet. 2013 vertrat er die Interessen des Joint Ventures, das die „Bluegrass“-Erdgaspipeline plante. Die nicht umgesetzte Pipeline hätte vom Nordosten der Vereinigten Staaten durch Kentucky zur Golfküste geführt. Mehrfach thematisierten Medien mögliche Interessenkonflikte zwischen Beshears Arbeit für kommerzielle Mandanten und der Arbeit seines Vaters als Gouverneur.
Mit seiner Frau Britainy hat Andy Beshear zwei Kinder. Sie leben in Louisville. Seine Frau und er sind Diakone in der dortigen Beargrass Christian Church.

## Politische Laufbahn
Beshear gab im November 2013 erstmals eine politische Bewerbung bekannt, als er sich für das Amt des Attorney General Kentuckys bei der Wahl 2015 bewarb. Sein Vater war zu dem Zeitpunkt noch Gouverneur, trat aber bei der Wahl im November 2015 nicht wieder an. Während der Republikaner Matt Bevin den demokratischen Kandidaten Jack Conway für die Nachfolge Steve Beshears im Gouverneursamt besiegte, setzte sich Andy Beshear knapp durch. Er erhielt 479.567 Stimmen gegenüber den 477.366 Stimmen für den Republikaner Whitney Westerfield, einen Staatssenator. Dabei griff Beshear auf das breite Spendernetzwerk seines Vaters zurück und warb 4,9 Millionen US-Dollar ein, mehr als jeder andere Kandidat für dieses Amt, während Westerfield unter 350.000 Dollar sammelte.
Als Attorney General ab dem 4. Januar 2016 ergriff Beshear insbesondere Maßnahmen gegen die Opioid-Epidemie in den Vereinigten Staaten von Amerika, darunter neun Anklagen gegen Pharmaunternehmen. Gegen verschiedene Maßnahmen der konservativen Regierung des Gouverneurs Bevin strengte Beshear Gerichtsverfahren wegen Gesetzwidrigkeit an. Ende 2018 ging er mit fünfzehn Attorney-General-Kollegen gerichtlich gegen einen texanischen Bundesrichter vor, der Obamacare für verfassungswidrig erklärt hatte. Beshear sagte, 1,3 Millionen Einwohner Kentuckys seien von einer möglichen Abschaffung der Gesundheitsreform betroffen; es handle sich um eine Sache „von Leben und Tod“. Sein erster Stellvertreter, Tim Longmeyer, musste nach drei Monaten im Amt zurücktreten, da eine FBI-Untersuchung ihm die Ausführung eines Schneeballsystems zur Last legte, während Longmeyer Stabschef des Gouverneurs Steve Beshear gewesen war. Beshear hatte keine vorige Kenntnis der Untersuchung.
Am 9. Juli 2018 gab Beshear als erster Kandidat bekannt, sich für die Nominierung der Demokraten zur Gouverneurswahl in Kentucky im November 2019 zu bewerben. Sein Running Mate wurde die frühere Lehrerin Jacqueline Coleman. Im Mai 2019 setzte er sich bei der Vorwahl seiner Partei mit 37,9 Prozent der Stimmen gegen seine zwei Hauptkonkurrenten, den früheren Stabschef seines Vaters, Adam Edelen, und den Fraktionsvorsitzenden im Repräsentantenhaus von Kentucky, Rocky Adkins, durch. Bei der eigentlichen Gouverneurswahl am 5. November 2019 konnte er sich gegen den Amtsinhaber Matt Bevin mit 49,20 Prozent zu 48,83 Prozent der abgegebenen Stimmen durchsetzen. Am 10. Dezember legte er seinen Amtseid ab.
Bei der Gouverneurswahl in Kentucky im November 2023 gewann er mit 52,5 % der Stimmen gegen seinen Nachfolger als Attorney General, den Republikaner Daniel Cameron, und wurde so für weitere vier Jahre wiedergewählt. Seine Wahlkampagne hatte sich hauptsächlich auf Themen wie die wirtschaftliche Entwicklung Kentuckys, Bildung, Gesundheitspolitik und Abtreibungsrechte fokussiert.